# Dictioceràtides
Els dictioceràtides (Dictyoceratida) són un ordre de demosponges de la subclasse Keratosa.

## Taxonomia
L'ordre Dictyoceratida inclou cinc famílies i un total de 586 espècies:
- Família Dysideidae Gray, 1867
- Família Irciniidae Gray, 1867
- Família Spongiidae Gray, 1867
- Família Thorectidae Bergquist, 1978
- Família Verticillitidae Steinmann, 1882